# Edward Peter O'Kelly
Edward Peter O'Kelly (Irlanda, 4 de julio de 1846 - ibídem, 22 de julio de 1914) fue un político nacionalista irlandés que presidió la Cámara de los Comunes del Reino Unido en 1895, y nuevamente desde 1910 hasta 1914.

## Biografía
Edward Peter O'Kelly fue hijo de William Kelly de Baltinglass y de Anne Kelly. Estudió en el Mountrath Monastery y en el St Patrick's College.
Fue encarcelado por sus actividades, y acto después fue elevado a presidente del Baltinglass Board of Guardians en 1893, siendo magistrado en 1894. Fue amigo de Douglas Hyde, el primer presidente de Irlanda, y John Redmond, líder del Partido Parlamentario Irlandés.
En abril de 1895 fue elegido como candidato a la Irish National Federation para las elecciones de West Wicklow, seguido de una resignación por parte de John Sweetman. De todas maneras, el Parlamento se disolvió el 8 de julio de 1895 debido a las elecciones generales del Reino Unido de 1895, a lo que O'Kelly no defendió su escaño.
Volvió quince años más tarde como miembro del Parlamento de West Wicklow, siendo elegido para las elecciones de West Wicklow de 1910, para sustituir la vacancia del fallecido James O'Connor. Volvió a ser elegido para las elecciones generales del Reino Unido de diciembre de 1910, hasta que murió ejerciendo su trabajo el 22 de julio de 1914 a los 68 años de edad debido a la diabetes.

## Vida privada
En 1882 se casó con Judith Whelan (1862 - 1911), hija de Myles Whelan de Athy. Tuvieron 9 hijos:
- Edward John O'Kelly.
- Joseph O'Kelly, padre.
- Edith O'Kelly.
- Muriel O'Kelly.
- Prof. William O'Kelly.
- Teresa O'Kelly.
- Genevieve O'Kelly.
- Ethel O Loughlin.
- Agnes Lynch.